# Simone Borghi
Simone Borghi (Ancona, 1975) è un cantautore e musicista italiano.

## Biografia

### Gli anni '90
Fin da giovanissimo Simone Borghi inizia la carriera di musicista formando le prime band. Nel 1995 entrò a far parte degli West&Coast suonando la chitarra ed il banjo. Con questo gruppo realizzò i suoi primi tour italiani. 

### 2003-2009: Los Angeles e la carriera solista
Nel 2003 si trasferisce a Los Angeles dove conosce il produttore James Raymond, figlio di David Crosby. In questo contesto forma una propria band con David Santos al basso, Marcello Cosenza alla chitarra, James Raymond al piano e Vinnie Colaiuta alla batteria, pubblicando il suo primo album intitolato For Many Years (JR, 2004).
Negli anni successivi Simone Borghi lavora all'album dal titolo Online (SBP, 2008), presentato in un concerto al NAMM Show di Anaheim nel 2008. L'album vanta numerose partecipazioni tra cui gli statunitensi Tony Levin dei King Crimson, Steve Lukather e Simon Phillips dei Toto e Dean Parks, il jazzista australiano Frank Gambale e poi gli italiani Pietro Nobile, Roberto Gualdi, Roberta Faccani. Dall'album viene poi estratto il singolo Every Night Together, in cui Borghi duetta con la cantante Linda Valori

### 2010-in poi: Gli album italiani
Nel 2010, tornato in Italia, Simone Borghi entra negli studi SAE di Milano dove produce il singolo It Makes No Sense.
Nel 2011, in seguito a un concerto acustico realizzato a Firenze, Simone Borghi pubblicò il suo primo album dal vivo intitolato Acoustic Night in Firenze e l'omonimo film-concerto.
Segue un periodo di riorganizzazione, in cui Borghi assembla una band composta da Cristiano Orlandi alle tastiere, Tony Spissu al basso e Ricky Camponi alla batteria, con la quale realizza il singolo su 7" Christmas Day / I Will Burn, pubblicato su Winitalia Music nel 2018, a cui l'anno dopo seguì l'album Back to London.
Nel 2021 pubblica Album, prodotto a Los Angeles da JP Cervoni, a cui segue il videoclip Who I Belong To.

## Discografia

### Solista
Album
- 2004 - For Many Years
- 2008 - On Line
- 2011 - Acoustic Night in Firenze
- 2012 - For Many Years Original Demos
- 2013 - Acoustic Anthology
- 2019 - Back to London
- 2021 - Album

Singoli ed EP
- 2003 - State of Grace
- 2006 - By The Moon
- 2009 - Every Night Together
- 2010 - It Makes No Sense
- 2018 - Christmas Day / I Will Burn

Greatest Hits
- 2013 - Best of Simone Borghi

### Simone Borghi & Linda Valori
- 2008 - Every Night Together

### Altre partecipazioni
- 2010 - Party of the Century di Giorgio Aquilani
- 2010 - Bliss and Pain di West&Coast
- 2010 - Nostalgico di Stritti

## Videografia
- 2007 - State of Grace (documentario)
- 2008 - Los Angeles Art Gallery (documentario)
- 2009 - Reference Laboratory 3 (documentario)
- 2010 - NAMM Show Daily News (documentario)
- 2010 - It Makes No Sense (documentario)
- 2011 - Acoustic Night in Firenze (Film-concerto 2011)
- 2012 - For Many Years Making Of (documentario)